# Fantastic Four (комикс)
Fantastic Four —  название нескольких комиксов с участием команды Фантастическая четвёрка (создатели — Стэн Ли и Джек Кирби), издаваемых Marvel Comics, начиная с оригинальной серии Fantastic Four, первый выпуск которой вышел в 1961 году.
Будучи первым комиксом о супергеройской команде, созданным Marvel Comics, Fantastic Four стал краеугольным камнем на пути компании в 1960-х годах от небольшого подразделения издательской компании до конгломерата поп-культуры. В разное время над серией принимали такие известные авторы как: Рой Томас, Джон Бушема, Джон Бирн, Стив Энглхарт, Уолт Симонсон, Том ДеФалко, Марк Уэйд и Джонатан Хикман. Fantastic Four является одной из серий Marvel Comics времён Серебряного века комиксов, которая непрерывно публиковалась вплоть до 2015 года и была возобновлена в 2018 году.

## История публикаций
В 1961 году, издатель комиксов Мартин Гудман играл в гольф с Джеком Лейбовицом (по другой версии с Ирвином Доненфельдом), представителем компании-конкурента DC Comics, на тот момент известной как National Allied Publications, который хвастался успехом недавно запущенной серии комиксов о Лиге Справедливости, после чего Гудман поручил находящемуся у него в подчинении Стэну Ли создать серию об их собственной супергеройской команде. В 1974 году Ли прокомментировал эту ситуацию следующим образом: «Мартин Гудман отметил, что одно из изданий National Comics продаётся лучше, чем остальное большинство. Раз Лига Справедливости продается, то почему бы и нам не выпустить комикс о команде супергероев?».

### 1961–1970-е
Вышедший The Fantastic Four #1 (Ноябрь, 1961) имел неожиданный успех. На тот момент Ли собирался покинуть комикс-индустрию, однако положительные отзывы читателей и коммерческий успех его последней работы привели к переосмыслению его решения. Фанаты начали писать письма в издательство и, начиная с #3, Ли стал опубликовывать некоторые из них. Также, в третьем выпуске Ли придумал гиперболический слоган: «Самый лучший комикс в мире!!», который был изменён в следующем номере на «Величайший комикс в мире!» и стал неотъемлемой частью обложек выпусков 1990-х годов и многочисленных обложках 2000-х.
В The Fantastic Four #4 (Май, 1962) вернулся Подводник Нэмор, антигерой, являвшийся звездой предшественника Marvel, — Timely Comics, в конце 1930-х и 1940-х годов, периода, который эксперты и фанаты называли Золотым веком комиксов. В #5 (Июль, 1962) дебютировал заклятый враг команды Доктор Дум. Самые ранние выпуски выходили раз в два месяца. В #16 (Июль, 1963) с обложки исчез артикль «The», после чего комикс начал именоваться просто Fantastic Four.
В середине 1970 года Кирби покинул Marvel, написав для серии первые 102 номера, а также ещё один незаконченный выпуск, частично изданный в Fantastic Four #108 с дополнительными изменениями, после чего он был завершён и опубликован как Fantastic Four: The Lost Adventure (Апрель, 2008). В работе над Fantastic Four принимали участие такие сценаристы как: Рой Томас, Джерри Конвей и Марв Вольфман, и художники — Джон Ромита-старший, Джон Бушема, Рич Баклер и Джордж Перес, а также Джо Синнотт, который отвечал за визуальные эффекты. За это время сценарист Джим Стеранко написал несколько серий, в основе которых лежала концепция Фантастической четвёрки. Недолго просуществовавшая серия с участием команды Giant-Size Super-Stars начала выходить в мае 1974 года, а со второго выпуска её название было изменено на Giant-Size Fantastic Four. Джон Бирн присоединился к работе над серией в #209 (Август, 1979), создавая зарисовки для Синнотта.

### 1980-е и 1990-е
Билл Мантло ненадолго заменил Вольфмана в качестве сценариста серии и написал кроссовер с The Spectacular Spider-Man #42 (Май, 1980). Бирн написал сюжет и проиллюстрировал большой рекламный комикс Fantastic Four для компании Coca-Cola, однако представители компании сочли материал чрезмерно жестоким, в связи с чем тот был опубликован в рамках основной серии как Fantastic Four #220–221 (Июль – август, 1980). Затем, сценарист Даг Мёнч и художник Билл Сенкевич выступили авторами последующих 10 выпусков. В #232 (Июль, 1981), с подзаголовком «Возвращение к истокам», Бирн остался единственным сценаристом, художником и контуровщиком серии, подписавшись под псевдонимом Бьёрн Хейн только для этого выпуска.
Ран Бирна вдохнул новую жизнь в теряющую популярность серию. Изначально Бирн должен был только писать сюжет, а Сенкевич заниматься иллюстрациями. Затем Сенкевич перешёл к работе над серией Moon Knight, а Бирн остался писателем, художником и контуровщиком. У Fantastic Four были разные редакторы, однако Боб Будянски проработал в этой должности дольше остальных. Однажды Бирн посетовал Джиму Шутеру на расхождение во взглядах с Будянски и невозможности их совместной работы, хотя, в конечном итоге, им удалось найти общий язык. В 2006 году Бирн заявил: «Это моя паранойя. Оглядываясь назад я думаю, что это Шутер пытался заставить меня отказаться от работы над Fantastic Four». Бирн покинул серию после #293 (Август, 1986), в середине одной из сюжетных арок, объяснив свой уход отсутствием получения удовольствия, которое он получал при работе над комиксом.
После Бирна над серией работали другие сценаристы: Роджер Стерн, Том ДеФалко и Рой Томас. Стив Энглхарт придумал сюжет для #304–332 (за исключением #320). Серия столкнулась с новыми трудностями, поэтому Энглхарт решил внести радикальные изменения. По мнению автора, комикс сильно устарел из-за неменяющегося командного состава, поэтому #308 Рид и Сью покинули команду и их заменили Шэрон Вентура, девушка Существа, и бывшая возлюбленная Джонни Шторма, — Кристалл. Благодаря этому нововведению, заметно вырос читательский интерес. В этот период Marvel и Энглхарт разошлись во мнениях касательно другой работы сценариста — West Coast Avengers. В дальнейшем, в #326 Энглхарту было велено вернуть Рида и Сью и отменить другие внесённые им изменения. В связи с этим Энглхарт вычеркнул своё имя из последующих комиксов. Он использовал псевдоним Джон Харкнесс, который создал много лет назад для неугодной для него работы. По словам Энглхарта, переход от #326 к его последнему выпуску, #332, был «одним из самых болезненных отрезков [его] карьеры». Сценарист и художник Уолт Симонсон заменил Энглхарта в #334 (Декабрь, 1989), после чего он также рисовал три следующих выпуска. Симонсон работал по всем трём направлениям вплоть до #354 (Июль, 1991).
Симонсон, также работавший над комиксом «The Avengers», получил разрешение включить Рида и Сью в состав Мстителей, после того, как Энглхарт исключил их из Фантастической четвёрки. Тем не менее, в The Avengers #300, в котором они должны были присоединиться к команде, Симонсона поставили перед фактом, что дуэт возвращается в Фантастическую четвёрку. В результате Симонсон покинул «The Avengers». Вскоре после этого ему предложили поработать над Фантастической четвёркой. Он переписал несколько историй с участием Рида и Сью в составе Мстителей, включив их в свой ран Fantastic Four. Позднее Симонсон вспоминал, что, работая над Fantastic Four он мог использовать оригинальных членов Мстителей Тора и Железного человека, чего нельзя было делать при работе над The Avengers.
В серии вновь сменился коллектив авторов: главным редактором Marvel  стал Том ДеФалко, иллюстрациями к комиксу занимался Пол Райан, а раскраской — Дэн Буланади, причём Райан взял на себя роль последнего, начиная с #360 (Январь, 1992). Эта команда, к которой периодически присоединялись разные художники-графики, продолжала работать над серией в течение многих лет вплоть до #414 (Июль, 1996). ДеФалко аннулировал брак Шторма и Мастерс, так как по его задумке инопланетная империя Скруллов похитила настоящую Алисию Мастерс и заменила её шпионом по имени Лайя. Тем не менее, Лайя, которая по-настоящему влюбилась в Джонни Шторма, помогла Фантастической четвёрке спасти Алисию. Вентура покинула команду подвергнувшись мутации по вине Доктора Дума. Хотя некоторым фанатам не понравилось влияние ДеФалко на Фантастическую четвёрку, за которое тот получил прозвище «настоящий дьявол», продажи комикса за этот период неуклонно росли.
Cерия закрылась в #416 (Сентябрь, 1996) и возобновилась с нумерацией vol. 2 # 1 (Ноябрь, 1996) в рамках многосерийной сюжетной арки-кроссовера Heroes Reborn. Во втором томе освещались первые приключения команды в осовремененном стиле и происходили в параллельной вселенной. После окончания этого эксперимента, Fantastic Four была перезапущена в vol. 3 # 1 (Январь, 1998). Первоначально над ней работали сценарист Скотт Лобделл и художник Алан Дэвис,  но затем Добделла сменил Крис Клэрмонт (соавтор сюжета в #4-5), а Дэвиса — Сальвадор Ларрока. Этот авторскую дуэт просуществовал дл #32 (Август, 2000).

### 2000-е
После Клермонта, Лобделла и Ларроки, Карлос Пачеко был нанят новым контуровщиком и соавтором сюжета, сначала с Рафаэлем Марином, затем с Марином и Джефом Лоубом. В этот период в серии использовалась двойная нумерация, подчеркивая непрерывность оригинальной серии Fantastic Four, с #42 / #471 (Июнь, 2001). В то время серии комиксов Marvel, начатые в 1960-х годах, такие как Thor и The Amazing Spider-Man, имели такую же двойную нумерацию на обложке, с нумерацией нынешнего тома наряду с нумерацией из оригинальной серии. После #70 / #499 (Август, 2003) название вернулось к исходному vol. 1 #500 (Сентябрь, 2003).
Карл Кесель сменил Лоуба в качестве соавтора в #51 / #480 (Март, 2002), а начиная с #60/489 (Октябрь, 2002) на место сценариста пришёл Марк Вэйд, тогда как художником серии стал Майк Виринго. Этот выпуск Marvel продавала по цене девять центов, вместо привычных 2,25 $. Художники Марк Бэкингем, Кейси Джонс и Ховард Портер в той или иной мере внесли свой вклад в #524 (Май, 2005). Над #527–541 (Июль, 2005 — ноябрь, 2006) работали сценарист Джозеф Майкл Стражински и художник Майк МакКоун. Сценаристом следующего номера стал Дуэйном МакДаффи, а Пол Пеллетье сменил МакКокуна в #544 (Май, 2007).
После событий сюжетной арки-кроссовера Civil War, Чёрная Пантера и Шторм стали временной заменой Рида и Сью в команде. В течение этого периода, Фантастическая четвёрка также фигурировала в Black Panther, авторства Реджиналда Хадлина и Фрэнсис Портелы. Начиная с #554 (Апрель, 2008), сценарист Марк Миллар и художник Брайан Хитч начали работу над следующими 16 выпусками комикса. После выхода линии-кроссовера Secret Invasion лета 2008 года и последствий Dark Reign 2009 года , по сюжету которой одной из самых влиятельных фигур в США стал казалось бы исправившийся суперзлодей Норман Озборн, Фантастическая четвёрка появилась в минисерии из 5 выпусков под названием Dark Reign: Fantastic Four (Май-сентябрь, 2009), написанной Джонатаном Хикменом и проиллюстрированной Шоном Ченом. Хикман стал постоянным сценаристом серии, начиная с #570 вместе с Дейлом Иглшемом, которого затем сменил Стив Эптинг.

### 2010-е
В сюжетной линии «Тройка», завершившейся в Fantastic Four #587 (Март, 2011), Человек-факел, по всей видимости, умирает, сдерживая орду монстров из Негативной Зоны. Серия завершилась на следующем выпуске, #588, и была перезапущена в марте 2011 года с новым названием FF. В перезапуске команда была переименована в Фонд будущего, а её члены стали носить новые чёрно-белые костюмы. Место погибшего Джонни Шторма занял близкий друг и союзник Четвёрки, — Человек-паук. В октябре 2011 года, с выходом FF #11 (Декабрь, 2011), серия Fantastic Four достигла #599.
В ноябре 2011 года, в честь 50-летия «Фантастической четвёрки» и комиксов Marvel в целом, компания опубликовала 100-страничную Fantastic Four #600» (Январь, 2012), в которой серия вернулась к исходной нумерации, а также состоялось возвращение Человека-факела. Была раскрыта судьба Джонни Шторма, который, как оказалось действительно погиб в #587, но был воскрешен, чтобы сражаться как гладиатор Аннигилуса. Позже Шторм сформировал отряд сопротивления под названием Легкая бригада и победил своего врага.
В рамках Marvel NOW! Fantastic Four завершилась на #611, вместе с продолжительным раном Джонатана Хикмана, а в ноябре 2012 года новым сценаристом был назначен Мэтт Фрэкшн, а место художника занял Марк Багли. В новом ране, нумерация которого началась с #1, вся семья Фантастической четвёрки исследует космос, в то время как Рид Ричардс в тайне от остальных пытается найти объяснение упадку своих сил.
Сценарист Джеймс Робинсон и художник Леонард Кирк работали над новым раном Fantastic Four в феврале 2014 года (Апрель, 2014).
Впоследствии Робинсон подтвердил, что Fantastic Four завершится в 2015 году с #645, заявив о «возвращении комикса с исходной нумерации и временном закрытии», при этом заверяя читателей об «отсутствии неприятного послевкусия во рту после прочтения последнего номера». После окончания сюжетной линии Secret Wars Существо присоединился к Стражами Галактики, а Человек-факел стал послом землян в общении с Нелюдьми. После того, как Франклин восстановил свои силы, а Рид обрёл способности Потусторонних, семья Ричардсов отправилась восстанавливать разрушенную мультивселенную, в то время как Питер Паркер купил Здание Бакстера, чтобы сохранить его в «безопасности» вплоть до возвращения команды.
В августе 2018 года был выпущен новый том о приключениях Фантастической четвёрки, авторства Дэна Слотта, в рамках Fresh Start. Первый выпуск новой серии был встречен высокими продажами и положительной критикой.

## Культурное влияние
Первый выпуск «Fantastic Four» оказался успешным, положив начало новому направлению комиксов о супергероях и вскоре оказал влияние на многие другие комиксы о супергероях. Читатели полюбили сварливость Бена, склонность Джонни раздражать других и ссоры Рида и Сью. Стэн Ли был удивлён реакцией на первый выпуск, что отразилось на его решение остаться в сфере комиксов, несмотря на изначальное решение покинуть компанию Marvel. Специалист по комиксам Стивен Кренски заявил, что «естественные диалоги Ли и несовершенные персонажи понравились детям 1960-х годов, которые считали их настоящими».
По состоянию на 2005 год было продано 150 миллионов комиксов о Фантастической четвёрке.

## Коллекционные издания
Истории о Фантастической четвёрки выходили в различных изданиях с твёрдой и мягкой обложками.
В рамках линейки Essential Marvel:
| Название                   | Охваченные годы | Содержание                                                                                            | Страницы | Дата публикации | ISBN                   |
| -------------------------- | --------------- | --- | -------- | --------------- | ---------------------- |
| The Fantastic Four, Vol. 1 | 1961–1963       | The Fantastic Four #1–20, Annual #1                                                                   | 544      | Ноябрь 1998     | ISBN 978-0785106661    |
| The Fantastic Four, Vol. 2 | 1963–1965       | The Fantastic Four #21–40, Annual #2; Strange Tales Annual #2                                         | 528      | Октябрь 1999    | ISBN 978-0785107316    |
| The Fantastic Four, Vol. 3 | 1965–1967       | The Fantastic Four #41–63, Annual #3–4                                                                | 536      | Август 2001     | ISBN 978-0785126256    |
| The Fantastic Four, Vol. 4 | 1967–1968       | The Fantastic Four #64–83, Annual #5–6                                                                | 536      | Июнь 2005       | ISBN 978-0785114840    |
| The Fantastic Four, Vol. 5 | 1969–1971       | The Fantastic Four #84–110, Annual #7–8                                                               | 568      | Июнь 2006       | ISBN 978-0785121626    |
| The Fantastic Four, Vol. 6 | 1971–1973       | The Fantastic Four #111–137                                                                           | 592      | Май 2007        | ISBN 978-0785126973    |
| The Fantastic Four, Vol. 7 | 1973–1975       | The Fantastic Four #138–159; Giant-Size Super-Stars #1; Giant-Size Fantastic Four #2–4; Avengers #127 | 560      | Июль 2008       | ISBN 978-0785130635    |
| The Fantastic Four, Vol. 8 | 1975–1977       | The Fantastic Four #160–179, 181–183, Annual #11; Marvel Two-in-One #20, Annual #1                    | 520      | Май 2010        | ISBN 978-0785145387    |
| The Fantastic Four, Vol. 9 | 1977–1979       | The Fantastic Four #184–188, 190–207, Annual #12–13                                                   | 512      | Июль 2013       | ISBN 978-0-7851-8410-2 |